# Хилсборо (Западна Вирџинија)
Хилсборо (енгл. Hillsboro) град је у америчкој савезној држави Западна Вирџинија.

## Демографија
По попису из 2010. године број становника је 260, што је 17 (7,0%) становника више него 2000. године.
| Група             | 2000.       | 2010.       |
| Белци             | 237 (97,5%) | 256 (98,5%) |
| Афроамериканци    | 0 (0,0%)    | 0 (0,0%)    |
| Азијати           | 0 (0,0%)    | 0 (0,0%)    |
| Хиспаноамериканци | 2 (0,8%)    | 0 (0,0%)    |
| Укупно            | 243         | 260         |